# Dauernd jetzt
Dauernd jetzt ist das 14. Studioalbum des deutschen Sängers Herbert Grönemeyer, das am 21. November 2014 von Grönland Records veröffentlicht wurde. Der Sänger stellte es von 2015 bis 2016 auf seiner Dauernd jetzt Tour vor.

## Hintergrund
Am 7. November 2014 kam die erste Single des Albums, Morgen, heraus. Sie gelangte auf Platz 5 der deutschen Singlecharts. In dem Lied geht es um eine Beziehung. Die Hauptrolle in dem Musikvideo spielte Lars Eidinger. Am 27. Februar 2015 veröffentlichte er seine zweite Single, Fang mich an. Sein Lied Unser Land verwendete er im Rahmen der ARD-Themenwoche Heimat.

## Titelliste
1. Morgen – 4:03
2. Wunderbare Leere – 3:45
3. Uniform – 3:33
4. Fang mich an – 4:03
5. Roter Mond – 3:59
6. Der Löw – 3:39
7. Unter Tage – 3:36
8. Verloren – 3:29
9. Unser Land – 4:06
10. Ich lieb mich durch – 4:01
11. Einverstanden – 3:13
12. Feuerlicht – 3:47

Bonustracks auf der Extended Version:
1. Pilot – 3:13
2. Neuer Tag (live) – 3:37
3. Annäherung (instrumental) – 3:16
4. Fang mich an (Remix) – 4:49

## Rezeption

### Rezensionen
- Sven Kabelitz, Musikkritiker von laut.de, bezeichnete den Titel Der Löw als „Totalausfall“ und andere Titel fasste er als „dahinplätscherten Moment“ zusammen.[1]
- Matthes Köppinghoff, Musikjournalist des NDR 2, urteilte über das Album: „Ein Meilenstein ist „Dauernd Jetzt“ vielleicht nicht geworden, aber es ist dennoch ein gutes Grönemeyer-Album. Trotz einiger schwacher Songs klingt die Platte rund. Der Sänger wirkt aufgeräumt – das Zuhören macht wieder Spaß!“[2]

### Chartplatzierungen
| ChartsChartplatzierungen | Höchstplatzierung | Wochen |
| ------------------------ | ----------------- | ------ |
| Deutschland (GfK)        | 1 (58 Wo.)        | 58     |
| Österreich (Ö3)          | 1 (30 Wo.)        | 30     |
| Schweiz (IFPI)           | 1 (30 Wo.)        | 30     |

### Auszeichnungen für Musikverkäufe
| Land/Region        | Auszeichnungen für Musikverkäufe (Land/Region, Auszeichnung, Verkäufe) | Verkäufe |
| ------------------ | ---------------------------------------------------------------------- | -------- |
| Deutschland (BVMI) | 5× Gold                                                                | 500.000  |
| Österreich (IFPI)  | 2× Platin                                                              | 30.000   |
| Schweiz (IFPI)     | Platin                                                                 | 20.000   |
| Insgesamt          | 1× Gold · 5× Platin ·                                                  | 550.000  |